# 奧爾列亞湖
56°09′45″N 29°21′00″E / 56.16250°N 29.35000°E
奧爾列亞湖（俄语：Орлея），是俄羅斯的湖泊，位於該國西北部，由普斯科夫州負責管轄，處於普斯托什卡區，面積4.9平方公里，集水區面積42.3平方公里，平均水深3米，最大水深8米。